# 泰格·弗隆
泰格·弗隆（英語：Tadhg Furlong，1992年11月14日—），愛爾蘭橄欖球運動員，司職右側柱鋒（tighthead prop，3號位），現正為倫斯特職業橄欖球隊及愛爾蘭國家橄欖球隊效力。2017年，入選不列顛及愛爾蘭雄獅隊，被認為是當今世界橄壇最佳的右側柱鋒之一。

## 早年
1992年11月14日，泰格·弗隆出生於愛爾蘭倫斯特省韋克斯福德郡的一個酪農家庭，父親詹姆斯·弗隆（James Furlong）年輕時擔任新羅斯橄欖球俱樂部柱鋒球員，退役後於該俱樂部執教，泰格深受其父影響，5歲開始接受橄欖球訓練，並專精於右側柱鋒位置。他在俱樂部裡表現傑出，但沒有像大多數球員一樣參加有優良橄欖球傳統的文法學校或私人學校，弗隆留在當地的新羅斯善導學院繼續為地區的橄欖球俱樂部效力。其後他加入了倫斯特橄欖球學校，正式加入倫斯特職業橄欖球隊的訓練體系。

## 職業生涯
弗隆加入倫斯特學校後，優異的表現讓他迅速成為倫斯特二軍（Leinster A）先發陣容，並於2013至14年的大列顛及愛爾蘭盃中為球隊取得冠軍。2014-15年球季，他被入選至倫斯特一軍（Leinster Senior Team）正式球員，而早於2013年11月，他就以替補身分為倫斯特一軍出賽過1場比賽。
弗隆在Guinness PRO14及歐洲冠軍盃橄欖球賽為倫斯特出賽，表現傑出，連倫斯特的死對頭芒斯特的前球員米克·蓋勒威都是弗隆的球迷，他盛讚原本大家對柱鋒的印象就是把列陣爭球的工作做好就好，但弗隆不但本份表現優異，持球時更是一名靈活及聰明的進攻者。至2018年六國橄欖球錦標賽開打前，弗隆已為倫斯特出賽78場，並貢獻4次達陣。

## 國際賽場
2011年，弗隆19歲時被選入愛爾蘭國家青年隊，出賽了12場比賽。2015年，職業賽不凡的表現讓他受到愛爾蘭教頭喬·施密特的賞識，被選進愛爾蘭國家橄欖球隊充當老將麥克·羅斯及奈森·懷特的替補。2015年8月25日，2015年世界盃橄欖球賽暖身賽中愛爾蘭對陣威爾斯的比賽中，他以替補身分首次在國際賽場亮相。隨後他被選入2015年世界盃愛爾蘭正式隊伍中，並於9月27日面對羅馬尼亞的比賽中替補上場，這是他目前為止唯一出賽過的世界盃賽事。
2016年，羅斯及懷特相繼退役，弗隆成為首選的右側柱鋒人選，在2016年夏季國際賽中愛爾蘭與南非進行3場交手，他參加了全部3場比賽，並在第2場比賽中先發上場，最終愛爾蘭以1勝2負作收。同年11月5日年終賽中，愛爾蘭面對強敵紐西蘭，弗隆擔任先發的右側柱鋒，最終愛爾蘭以40比29的比數在111年來首次擊敗了紐西蘭，這場歷史性的戰役同時終止了紐西蘭平紀錄的18連勝。包括弗隆在內的愛爾蘭前鋒們展現了優異的列陣爭球及爭邊球技巧，是本場比賽勝負的關鍵。11月26日，弗隆出戰澳洲上場了71分鐘，強大的列陣爭球優勢令愛爾蘭最終以27比24獲勝，也使愛爾蘭成為繼2003年英格蘭之後，第二個於一年內同時擊敗南非、澳州及紐西蘭的球隊。
2017年，弗隆代表愛爾蘭參加了六國錦標賽，於3月18日與英格蘭的交戰中，他力抗英倫大軍來襲，鏖戰75分鐘表現傑出，被換下場時受到全場熱烈喝采，最後愛爾蘭以13比9力克強敵，不但粉碎了英格蘭拿下大滿貫的美夢，終止了英格蘭平紀錄的18連勝，也使得愛爾蘭在短短6個月內創下史上唯一終止兩隻球隊最多連勝的紀錄。
2017年六國錦標賽結束後，每4年一次的不列顛及愛爾蘭雄獅隊的南半球之旅即將起航，能被選進雄獅隊被認為是英格蘭、蘇格蘭、威爾斯及愛爾蘭橄欖球員的無上榮耀，由於弗隆國際賽表現亮眼，受到總教練瓦倫·加特蘭欽點加入雄獅隊。僅管陣中右側柱鋒名將如雲，弗隆仍受到加特蘭倚重，在3場與紐西蘭交手的比賽中，都擔崗先發大任，最終雄獅隊與紐西蘭1勝1敗1和作收。而弗隆的表現受到盛讚，並被公認為世界上最好的柱鋒球員之一。

## 球風
弗隆早年除了從事橄欖球運動外，同時也是蓋爾式足球及板棍球的能手，蓋爾式運動明快的節奏養成他靈活與敏捷的球風，即使身為柱鋒球員並且重達126公斤，弗隆仍然跟得上近年來風靡橄欖球界快球戰略（Quick Ball）的節奏。快球球權轉換頻繁，踢球及邊線攻擊機會增加，這都讓屬於力量型而非速度型球員的柱鋒疲於奔命。然而弗隆不但在進攻端及防守端依然表現亮眼，柱鋒球員的老本行列陣爭球更是技術精湛，為愛爾蘭前鋒爭球取得重大優勢。此外，與一般柱鋒相異的是，弗隆亦擅長長距離的防守調動，極高的工作效率及精準判斷場上的動態，往往在關鍵時刻左右球隊的勝敗，令他在球場上具有難以忽視的重要性及地位。